# Jan Veselý
Jan Veselý (Ostrava, Checoslovaquia, 24 de abril de 1990) es un jugador de baloncesto de la República Checa que pertenece a la plantilla del Fútbol Club Barcelona de la Liga ACB. Con 2,11 de estatura, juega en la posición de pívot.

## Trayectoria

### Europa
Empezó jugando en el KK Partizan de Belgrado, de Serbia. Juega de alero, aunque dado a su altura puede jugar como ala pívot, puesto que medir 2,11 m (6′ 11″) le da mucha libertad en su juego. Puede jugar en el interior, posteando o incluso amenazando con su tiro exterior. En 2010 consiguieron llegar a la Final Four de la Euroliga, donde en su primer partido de semifinales contra Olympiacos perdieron en la prórroga 80-83, y con Jan haciendo 22 puntos de valoración, después en el partido de 3ª y 4ªpuesto también perdieron contra el PBC CSKA Moscú por 90-88.
En 2011, tras la salida de los dos mejores jugadores del equipo, Bo McCalebb y Aleks Marić, Veselý se quedó como jugador estrella del equipo.

### NBA
En el Draft de la NBA de 2011 fue seleccionado en el puesto #6 por los Washington Wizards.
Tras dos temporadas y media en Washington, el 20 de febrero de 2014, Vesely fue traspasado a  Denver Nuggets en un traspaso a tres bandas.

### Regreso a Europa

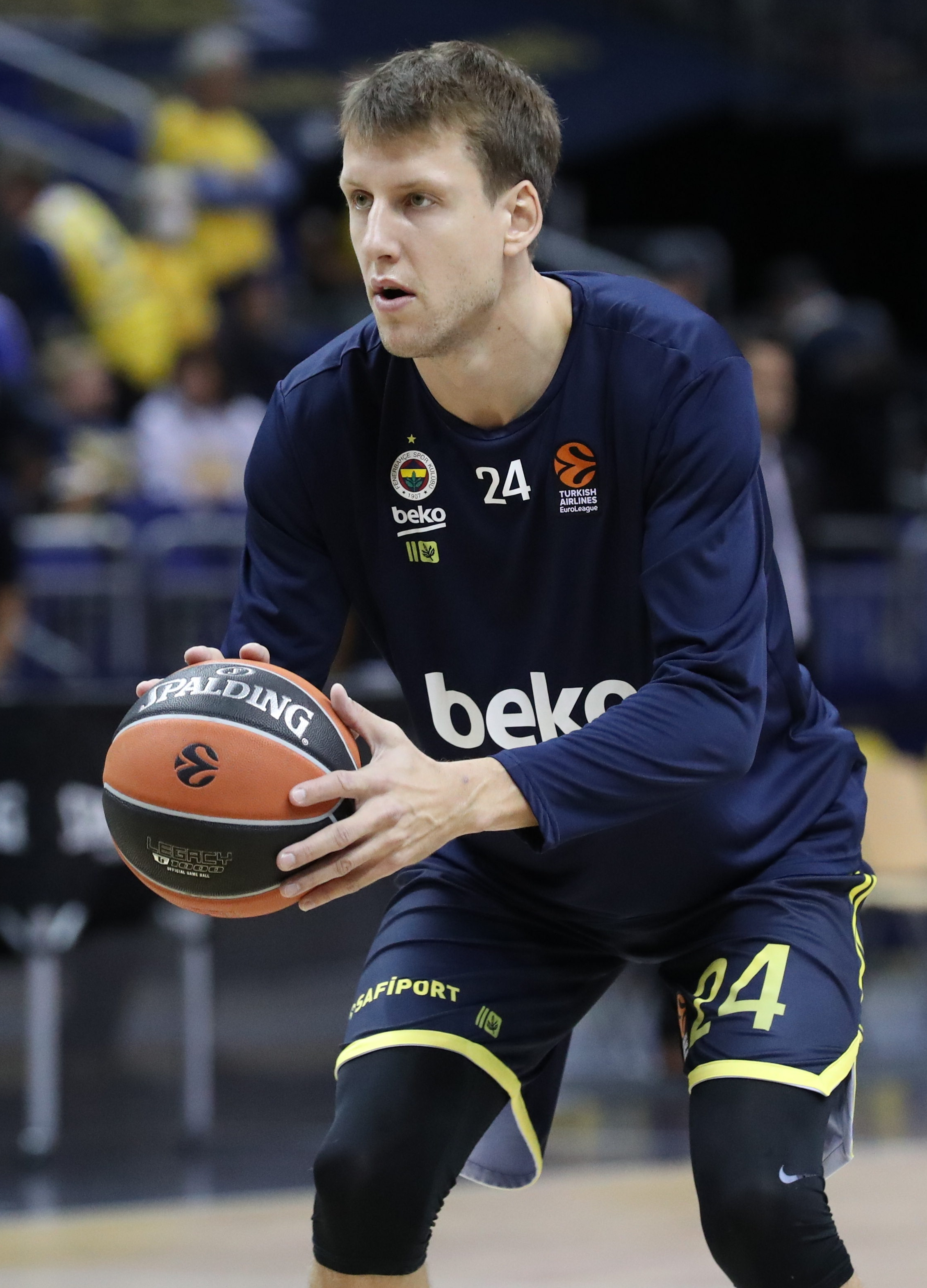
Veselý con Fenerbahçe en 2021.

Veselý terminaría la temporada en Denver, pero en verano de 2014, decide volver a Europa. Por lo que el 5 de agosto de 2014, Veselý firma un contrato de dos años con el Fenerbahçe de la Liga Turca.
Tras ocho temporadas en Turquía, el 1 de julio de 2022 ficha por el Fútbol Club Barcelona por tres temporadas. Al término de su primera temporada ganó la Liga ACB.

### Selección nacional
Es internacional con la selección de baloncesto de la República Checa y ha disputado los Eurobaskets de 2013 y 2015.
En verano de 2021, fue parte de la selección absoluta checa que participó en los Juegos Olímpicos de Tokio 2020, que quedó en noveno lugar.
En septiembre de 2022 disputó con el combinado absoluto checo el EuroBasket 2022, finalizando en decimosexta posición.

## Estadísticas de su carrera en la NBA

### Temporada regular
| Año     | Equipo     | PJ  | PT | MPP  | %TC  | %3P  | %TL  | RPP | APP | ROB | TPP | PPP |
| ------- | ---------- | --- | -- | ---- | ---- | ---- | ---- | --- | --- | --- | --- | --- |
| 2011-12 | Washington | 57  | 20 | 18.9 | .537 | .000 | .532 | 4.4 | .8  | .7  | .6  | 4.7 |
| 2012-13 | Washington | 51  | 4  | 11.8 | .500 | .000 | .308 | 2.4 | .5  | .3  | .3  | 2.5 |
| 2013-14 | Washington | 33  | 1  | 14.2 | .522 | .000 | .267 | 3.4 | .3  | .6  | .8  | 3.2 |
| 2013-14 | Denver     | 21  | 0  | 14.6 | .506 | .000 | .423 | 3.7 | .5  | 1.3 | .8  | 4.4 |
| Total   | Total      | 162 | 25 | 15.2 | .521 | .000 | .408 | 3.5 | .6  | .7  | .5  | 3.6 |

## Logros y reconocimientos
Club
- 3 veces campeón de la Liga Serbia de Baloncesto con Partizan (2009, 2010, 2011)
- 3 veces campeón de la ABA Liga con Partizan (2009, 2010, 2011)
- 3 veces campeón de la Kup Radivoja Koraća con Partizan (2009, 2010, 2011)
- 1 vez Final Four con Fenerbahçe (2014-15)
- 3 veces campeón de la Liga de Turquía con Fenerbahçe (2016, 2017, 2018)
- 3 veces campeón de la Copa de baloncesto de Turquía con Fenerbahçe (2016, 2019, 2020)
- 2 veces campeón de la Copa del Presidente de Turquía con Fenerbahçe (2016, 2017)
- 1 vez campeón de la Liga ACB con FC Barcelona (2023)

Individual
- MVP de la Euroliga (2019)
- Jugador Joven del Año Europeo de la FIBA con Partizan en 2010
- 2 veces - All Star Turkish Basketball League (2015, 2016)
- 2 veces - EuroLeague MVP of the Month con Fenerbahçe (enero de 2016 y diciembre de 2018)